# Dawkinsia
Dawkinsia là một chi cá trong họ cá chép nước ngọt ở Nam Ấn Độ và Sri Lanka. Chúng có quan hệ gần gũi với chi Puntius.. Dawkinsia là tên được đặt bởi nhà sinh học Richard Dawkins:p.80 Dawkins được mô tả là một niềm danh dự vĩ đại

## Các loài
Hiện hành có 09 loài được ghi nhận trong chi này:
- Dawkinsia arulius (Jerdon, 1849) (Arulius barb)
- Dawkinsia assimilis (Jerdon, 1849)
- Dawkinsia exclamatio (Pethiyagoda & Kottelat, 2005)
- Dawkinsia filamentosa (Valenciennes, 1844) (Blackspot Barb)
- Dawkinsia rohani (Rema Devi, Indra & Knight, 2010)
- Dawkinsia rubrotinctus (Jerdon, 1849)
- Dawkinsia singhala (Duncker, 1912)
- Dawkinsia srilankensis (Senanayake, 1985) (Blotched Filamented Barb)
- Dawkinsia tambraparniei (Silas, 1954)